# Torneo Internacional de Rugby Los Andes
El Torneo Internacional de Rugby Los Andes, antiguamente llamado Torneo Walter Bishop, es una competición anual de rugby 15 celebrado en Venezuela, durante la Feria Internacional del Sol de Mérida. Participan equipos venezolanos y extranjeros en las categorías libre masculino, femenino y juvenil M-19.

## Historia
El torneo se inició en 1993. Había sido organizado por primera vez por el médico argentino y profesor universitario Walter Bishop Gerber, fundador de Mérida Rugby Club, junto al médico cirujano Abelardo Oballos, quien entonces era un estudiante de medicina. Seis equipos masculinos disputaron el primer torneo en el Estadio Campo de Oro: Osos Rugby Club, Anaucos RC, Universidad Simón Bolívar, UCAB Clovers, Barquisimeto Rugby Club y Mérida Rugby Club. La Universidad Metropolitana había sido eliminada por reglamento del torneo. Osos Rugby Club salió vencedor  en la final contra Anaucos. Mérida Rugby Club logró el tercer lugar contra la Universidad Simón Bolívar.
En las tres primeras ediciones del torneo, la copa tuvo el nombre de "Dr. Walter Bishop". En 1996, cambió el nombre a "Copa Ferias del Sol Gobernación del estado Mérida". En 1997, la competición se llamó "5to Torneo Internacional de Rugby Dr. Walter Bishop". Posteriormente, el torneo se denominó "Torneo Internacional de Rugby Feria Del Sol". Desde 2004 lleva el nombre de "Torneo Internacional de Rugby Los Andes" por razones comerciales y de patrocinio.

## Campeones
| Año  | Masculino                        | Femenino          | Juvenil                      |
| ---- | -------------------------------- | ----------------- | ---------------------------- |
| 1993 | Osos Rugby Club                  |                   |                              |
| 1994 | Anaucos RC                       |                   |                              |
| 1995 | UCAB Clovers                     |                   |                              |
| 1996 | Universidad Simón Bolívar        |                   |                              |
| 1997 | Universidad Central de Venezuela |                   |                              |
| 1998 | Mérida Rugby Club                |                   |                              |
| 1999 | Caballeros de Mérida             |                   |                              |
| 2013 | Caballeros de Mérida             | Mérida Rugby Club | Proyecto Alcatraz Rugby Club |
| 2014 | No se disputó                    | No se disputó     | No se disputó                |
| 2015 | Mérida Rugby Club                | Mérida Rugby Club | Caciques CRFC                |
| 2016 | Mérida Rugby Club                | Mérida Rugby Club |                              |
| 2017 | Proyecto Alcatraz Rugby Club     | Mérida Rugby Club |                              |